# Bilira obesa
Bilira obesa är en stekelart som beskrevs av Henry Keith Townes, Jr. 1970. Bilira obesa ingår i släktet Bilira och familjen brokparasitsteklar. Inga underarter finns listade.